# Teegarden b
TEEGARDEN B là một ngoại hành tinh được tìm thấy quay quanh khu vực có thể sống được của Teegarden's Star, một ngôi loại M cách Hệ Mặt Trời khoảng 12 năm ánh sáng. Tính đến tháng 7 năm 2019, nó có điểm Chỉ số Tương tự Trái đất cao nhất, với số điểm là 0,95. Cùng với Teegarden's Star c, GJ 1061 c, d,Luyten b và Tau Ceti e, nó là hành tinh ngoài hành tinh có khả năng sinh sống gần thứ tư tính đến tháng 4 năm 2020.

## Khám phá
Vào tháng 7 năm 2019, một nhóm gồm hơn 150 nhà khoa học do Mathias Zechmeister dẫn đầu đã xuất bản một bài báo được bình duyệt trên tạp chí Thiên văn học & Vật lý thiên văn như một phần của cuộc khảo sát CARMENES ủng hộ sự tồn tại của hai ứng cử viên ngoại hành tinh quay quanh Ngôi sao của Teegarden.
Do sự thẳng hàng và mờ nhạt của Sao Teegarden, nên cần thiết phải có phương pháp quang phổ Doppler (còn được gọi là phương pháp vận tốc xuyên tâm) để phát hiện các hành tinh ngoài hành tinh. Phương pháp này phát hiện gián tiếp các hành tinh ngoài hành tinh bằng cách quan sát ảnh hưởng của chúng lên vận tốc xuyên tâm của ngôi sao chủ, tốc độ mà nó đang di chuyển về phía hoặc ra khỏi Trái Đất. Những dị tật vận tốc xuyên tâm lần lượt các sản phẩm thay đổi doppler thể quan sát được với một máy quang phổ 
- equippedd kính thiên văn đủ sức mạnh.
Để thực hiện điều này, nhóm đã sử dụng thiết bị CARMENES trên kính thiên văn 3,5 mét của Đài quan sát Calar Alto của Tây Ban Nha. Sau ba năm quan sát, hai tín hiệu vận tốc xuyên tâm định kỳ xuất hiện: một tín hiệu ở 4,91 ngày (Teegarden b) và một cái khác ở 11,41 ngày (Teegarden c).

## Đặc điểm
Teegarden's Star b là hành tinh trong cùng được biết đến quay xung quanh Teegarden's Star, với chu kỳ quỹ đạo chỉ 4,91 ngày. Khối lượng tối thiểu của hành tinh là 1,05 khối lượng Trái Đất; giá trị này sẽ là khối lượng thực nếu quỹ đạo của hành tinh không nghiêng theo góc quan sát từ Trái Đất. Vì vậy, Teegarden b có thể là hành tinh đất đá. Teegarden's Star b thậm chí có thể có một đại dương nước trên bề mặt của nó.

## Sự sống
Teegarden's Star b quay quanh quỹ đạo trong vùng sinh sống lạc quan của ngôi sao chủ của nó. Điều này có nghĩa là có thể thành phần khí quyển của nó có thể cho phép nước lỏng ổn định trên bề mặt của nó.
Một yếu tố khác cho khả năng sinh sống tiềm năng của Teegarden b là ngôi sao chủ của nó. Hầu hết các sao lùn đỏ đều phát ra các tia sáng cực mạnh, có thể tách khí quyển ra khỏi hành tinh của chúng và khiến chúng không thể ở được. Một ví dụ điển hình là Kepler-438b, có điểm ESI là 0,88, nhưng do ngôi sao hoạt động của nó nên có khả năng không thể ở được, và một ví dụ khác là Proxima Centauri, ngôi sao gần chúng ta nhất. Tuy nhiên, Teegarden b tương đối ít hoạt động và yên tĩnh, làm tăng khả năng Teegarden b có thể ở được. Một ngôi sao lùn đỏ yên tĩnh khác với một ngôi sao có ngọai hành tinh có thể sinh sống được là Ngôi sao của Luyten.

## Ngôi sao mẹ
Teegarden's star là một ngôi sao lùn đỏ có khối lượng thấp, với khối lượng khoảng 9% khối lượng Mặt Trời và với nhiệt độ khoảng 2.900 Độ Kelvin (2.623 °C hay 4.760 °F). Nhiệt độ và độ sáng rất thấp của Ngôi sao Teegarden giải thích: Tại sao nó không được phát hiện sớm hơn ?, vì nó có độ sáng biểu kiến chỉ 15,1 (và độ sáng tuyệt đối là 17,22). Giống như hầu hết các sao lùn đỏ và nâu, nó phát ra hầu hết năng lượng trong quang phổ hồng ngoại. Nó cũng già hơn Mặt Trời, với độ tuổi 8 tỷ năm.
Nó được phát hiện vào năm 2003. Các nhà thiên văn từ lâu đã nghĩ rằng có khả năng nhiều ngôi sao lùn chưa được khám phá tồn tại trong vòng 20 năm ánh sáng của Trái Đất, bởi vì các cuộc khảo sát dân số sao cho thấy số lượng các ngôi sao lùn gần đó đã biết thấp hơn dự kiến, và những ngôi sao này mờ và dễ bị bỏ qua. Nhóm của Teegarden nghĩ rằng những ngôi sao mờ này có thể được tìm thấy bằng cách khai thác dữ liệu một số bộ dữ liệu khảo sát bầu trời quang học khổng lồ được thực hiện bởi các chương trình khác nhau cho các mục đích khác trong những năm trước. Vì vậy, họ đã khảo sát lại bộ dữ liệu theo dõi tiểu hành tinh NEAT và tìm ra ngôi sao này. Ngôi sao sau đó được định vị trên các tấm ảnh chụp từ Cuộc khảo sát Bầu trời Palomar được chụp vào năm 1951. Khám phá này rất quan trọng vì nhóm nghiên cứu không có quyền truy cập trực tiếp vào bất kỳ kính thiên văn nào và không bao gồm các nhà thiên văn học chuyên nghiệp vào thời điểm phát hiện ra.
Thị sai ban đầu được đo là 0,43 ± 0,13 cung giây. Điều này có thể khiến khoảng cách của nó chỉ là 7,50 năm ánh sáng, làm cho Ngôi sao của Teegarden chỉ là hệ sao thứ ba theo thứ tự khoảng cách từ Mặt Trời, xếp hạng giữa Ngôi sao của Barnard và Wolf 359. Tuy nhiên, ngay cả vào thời điểm đó độ sáng thấp bất thường (độ lớn tuyệt đối sẽ là 18,5) và độ không chắc chắn cao trong thị sai cho thấy rằng thực tế nó ở xa hơn một chút, vẫn là một trong những láng giềng gần nhất của Mặt Trời nhưng gần như không cao bằng xếp hạng theo thứ tự khoảng cách. Một phép đo thị sai chính xác hơn là 0,2593 vòng cung giây được thực hiện bởi George Gatewood vào năm 2009, mang lại khoảng cách hiện được chấp nhận là 12,578 năm ánh sáng.